# Włochy na Mistrzostwach Świata w Lekkoatletyce 2015
Włochy na Mistrzostwach Świata w Lekkoatletyce 2015 – reprezentacja Włoch podczas Mistrzostw Świata w Pekinie liczyła 32 zawodników, którzy nie zdobyli żadnego medalu.

## Występy reprezentantów Włoch

### Mężczyźni

#### Konkurencje biegowe
| Konkurencja   | Zawodnik             | Runda 1  | Runda 1 | Półfinał | Półfinał | Finał      | Finał   |
| Konkurencja   | Zawodnik             | Rezultat | Pozycja | Rezultat | Pozycja  | Rezultat   | Pozycja |
| ------------- | -------------------- | -------- | ------- | -------- | -------- | ---------- | ------- |
| Bieg na 100 m | Jacques Riparelli    | 10,40    | 40.     | NQ       | NQ       | NQ         | NQ      |
| Bieg na 800 m | Giordano Benedetti   | 1:48,15  | 25.     | NQ       | NQ       | NQ         | NQ      |
| Maraton       | Daniele Meucci       | —        | —       | —        | —        | 2:14:53    | 8.      |
| Maraton       | Ruggero Pertile      | —        | —       | —        | —        | 2:14:22 SB | 4.      |
| Chód na 20 km | Giorgio Rubino       | —        | —       | —        | —        | 1:23:23    | 21.     |
| Chód na 20 km | Massimo Stano        | —        | —       | —        | —        | 1:22:53    | 20.     |
| Chód na 20 km | Federico Tontodonati | —        | —       | —        | —        | 1:24:33    | 27.     |
| Chód na 50 km | Teodorico Caporaso   | —        | —       | —        | —        | 3:56:58    | 25.     |
| Chód na 50 km | Marco De Luca        | —        | —       | —        | —        | 3:53:02    | 16.     |
| Chód na 50 km | Matteo Giupponi      | —        | —       | —        | —        | 3:53:23    | 17.     |

#### Konkurencje techniczne
| Konkurencja | Zawodnik          | Eliminacje | Eliminacje | Finał    | Finał   |
| Konkurencja | Zawodnik          | Rezultat   | Pozycja    | Rezultat | Pozycja |
| ----------- | ----------------- | ---------- | ---------- | -------- | ------- |
| Skok wzwyż  | Marco Fassinotti  | DNS        | DNS        | NQ       | NQ      |
| Skok wzwyż  | Gianmarco Tamberi | 2,29       | 10. q      | 2,25     | 8.      |
| Rzut młotem | Marco Lingua      | 72,85      | 19.        | NQ       | NQ      |

### Kobiety

#### Konkurencje biegowe
| Konkurencja                | Zawodniczka                                                                    | Runda 1    | Runda 1 | Półfinał | Półfinał | Finał    | Finał   |
| Konkurencja                | Zawodniczka                                                                    | Rezultat   | Pozycja | Rezultat | Pozycja  | Rezultat | Pozycja |
| -------------------------- | ------------------------------------------------------------------------------ | ---------- | ------- | -------- | -------- | -------- | ------- |
| Bieg na 200 m              | Gloria Hooper                                                                  | 22,99 SB   | 17. Q   | 22,92 PB | 16.      | NQ       | NQ      |
| Bieg na 400 m              | Maria Benedicta Chigbolu                                                       | 52,48      | 35.     | NQ       | NQ       | NQ       | NQ      |
| Bieg na 400 m              | Libania Grenot                                                                 | 51,64      | 22. q   | 51,14    | 14. q    | NQ       | NQ      |
| Bieg na 400 m przez płotki | Yadisleidy Pedroso                                                             | 1:25,15    | 36.     | NQ       | NQ       | NQ       | NQ      |
| Sztafeta 4 × 100 m         | Giulia Riva Irene Siragusa Anna Bongiorni Gloria Hooper                        | 43,12 SB   | 12.     | —        | —        | NQ       | NQ      |
| Sztafeta 4 × 400 m         | Maria Benedicta Chigbolu Elena Maria Bonfanti Ayomide Folorunso Chiara Bazzoni | 3:27,07 SB | 9.      | —        | —        | NQ       | NQ      |
| Chód na 20 km              | Eleonora Giorgi                                                                | —          | —       | —        | —        | DSQ      | DSQ     |
| Chód na 20 km              | Antonella Palmisano                                                            | —          | —       | —        | —        | 1:29:34  | 5.      |
| Chód na 20 km              | Elisa Rigaudo                                                                  | —          | —       | —        | —        | DSQ      | DSQ     |

#### Konkurencje techniczne
| Konkurencja    | Zawodniczka      | Eliminacje | Eliminacje | Finał    | Finał   |
| Konkurencja    | Zawodniczka      | Rezultat   | Pozycja    | Rezultat | Pozycja |
| -------------- | ---------------- | ---------- | ---------- | -------- | ------- |
| Trójskok       | Simona La Mantia | 13,77      | 14.        | NQ       | NQ      |
| Pchnięcie kulą | Chiara Rosa      | 17,54      | 14.        | NQ       | NQ      |
| Rzut młotem    | Silvia Salis     | 66,80      | 24.        | NQ       | NQ      |